# Beechanahalli, Heggadadevankote
Beechanahalli là một làng thuộc tehsil Heggadadevankote, huyện Mysore, bang Karnataka, Ấn Độ.